# Lian Li
Lian Li Industrial Co., Ltd. (chinesisch 聯力工業股份有限公司) ist ein taiwanischer Hersteller von Computergehäusen, -Lüftern und -Netzteilen.

## Geschichte
Lian Li wurde 1983 in Keelung in Taiwan gegründet, wo sich bis heute der Hauptsitz und die Produktionsanlagen befinden. Lian Li zählt zu den größten Herstellern von Aluminium-Gehäusen in Taiwan. 

## Produkte
Die Gehäuse sind meist aus gebürstetem oder eloxiertem Aluminium hergestellt. Ein typisches Merkmal von Lian-Li-Gehäusen sind geringes Gewicht und farbige Gestaltung. Die Gehäuse bestehen aus silber, golden, rot, blau oder schwarz eloxiertem Aluminium.
Neben Gehäusen stellt das Unternehmen auch verschiedene Accessoires her, zum Beispiel „Window Kits“ (Fenster an den Gehäuseseiten). Alle Produkte, die von Lian Li erzeugt werden, haben eine ISO-9001-Zertifikation, um ein hohes Qualitätsniveau zu sichern. Lian Li bietet auch OEM- und ODM-Services an.
Neben Gehäusen, Window Kits und anderen Produkten für das Case Modding verkauft Lian Li auch verschiedene Netzteile für Gamer- und Silent-PCs (leise PCs).

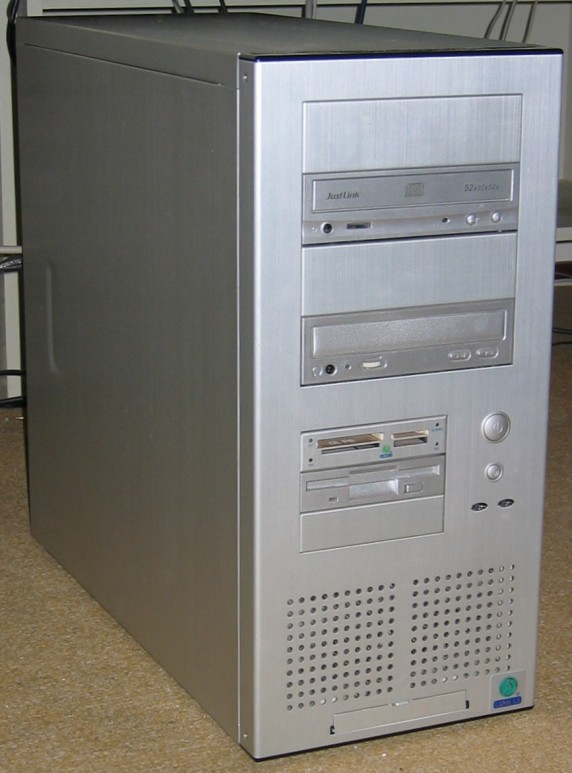
Lian Li PC-60 (silber)
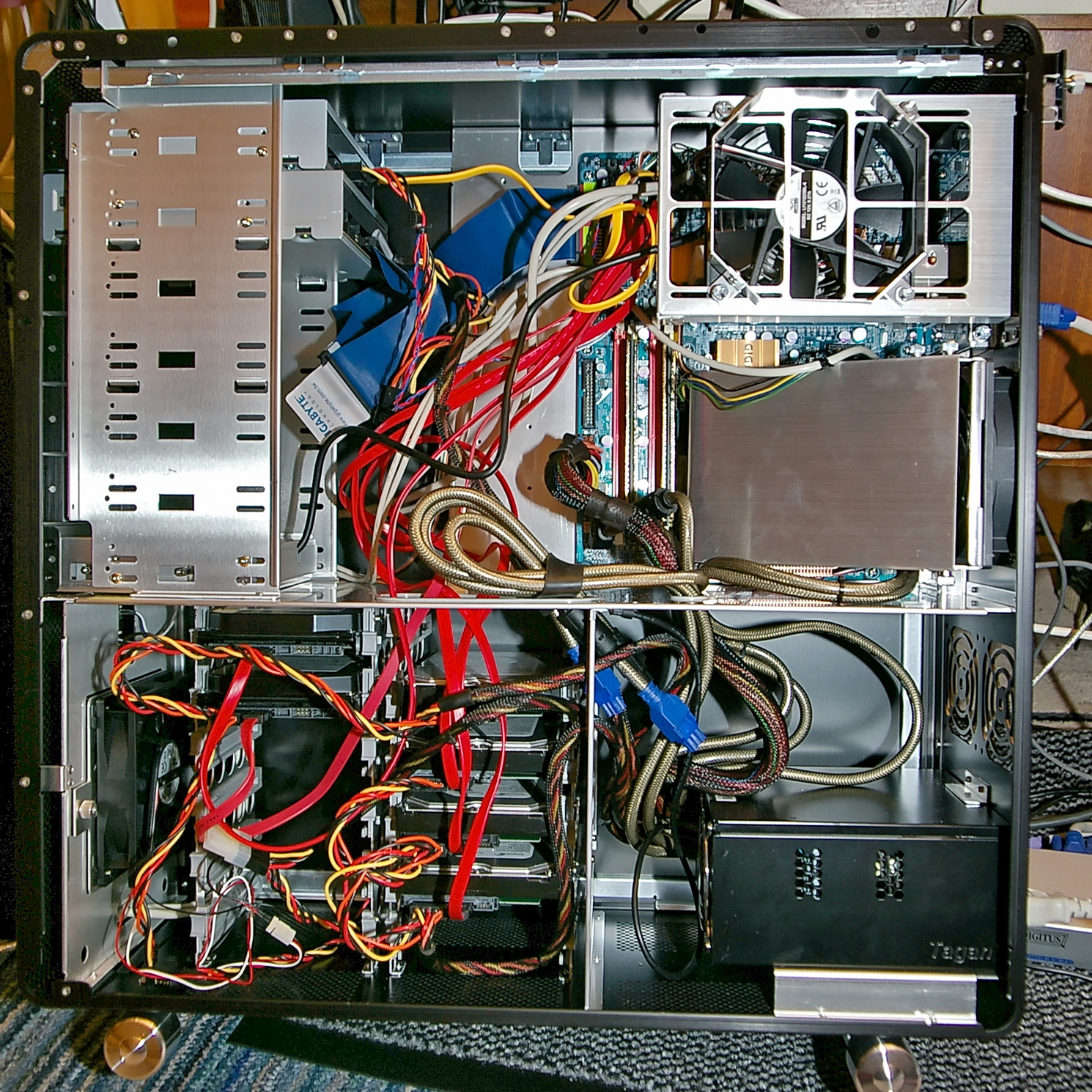
Das Innere eines Lian Li PC-A05FN